# Wilhelm Windelband
Wilhelm Windelband (ur. 11 maja 1848 w Poczdamie, zm. 22 października 1915 w Heidelbergu) – filozof niemiecki, przedstawiciel neokantyzmu i założyciel tak zwanej szkoły badeńskiej.

## Życiorys
Windelband był synem pruskiego urzędnika. Studiował medycynę i nauki przyrodnicze, historię i filozofię w Jenie, Berlinie i w Getyndze. Doktoryzował się pod kierunkiem Hermanna Lotzego w 1870 na podstawie pracy pod tytułem Die Lehren vom Zufall. W 1870 roku zgłosił się na ochotnika do wojska i wyruszył na wojnę francusko-niemiecką. Habilitował się w 1873 w Lipsku zaraz po powrocie z wojska na podstawie pracy Über die Gewißheit der Erkenntnis. W 1876 został powołany na Uniwersytet w Zurychu. W 1877 roku przeniósł się na Uniwersytet Ludwika-Alberta we Fryburgu. W 1882 został następcą Ottona Liebermanna na Uniwersytecie w Strasburgu. W 1903 roku przeniósł się na Uniwersytet Karla-Ruprechta w Heidelbergu, gdzie pracował do śmierci.

## Poglądy
Windelband starał się przede wszystkim odgraniczyć nauki przyrodnicze od nauk humanistycznych (nauki o kulturze). Nauki przyrodnicze postępują „nomotetycznie”, tzn. opisują przedmiot za pomocą ogólnych praw. Nauki o kulturze mają natomiast do czynienia z jednorazowym, indywidualnym i jednostkowym przedmiotem, dlatego postępują zgodnie z metodą „idiograficzną”.
Windelband polemizuje z pragmatyczną koncepcją prawdy. Definicja utożsamiająca prawdę z jej użytecznością jest jego zdaniem jednocześnie zbyt szeroka i za wąska. Fałsz może być bardzo użyteczny i skuteczny, a prawda bardzo bezużyteczna i nieefektywna. Windelband opowiada się za absolutną wartością prawdy.

## Dzieła
- Präludien (1884)
- Lehrbuch der Geschichte der Philosophie (1892)
- Geschichte und Naturwissenschaft (Straßburger Rektoratsrede 1894)
- Platon (1900)[4]
- Erneuerung des Hegelianismus (Heidelberger Akademie-Vortrag, 1910)
- Die Prinzipien der Logik (1912)

## Znaczenie
Poza metodologią nauk Windelband wyróżnił się również jako historyk filozofii. Jego „Lehrbuch der Geschichte der Philosophie” miał wiele wydań i był kontynuowany przez Hansa Heimsoetha po śmierci Windelbanda. Jego najwybitniejszym uczniem był Heinrich Rickert.